# Friedrich Theodor von Frerichs

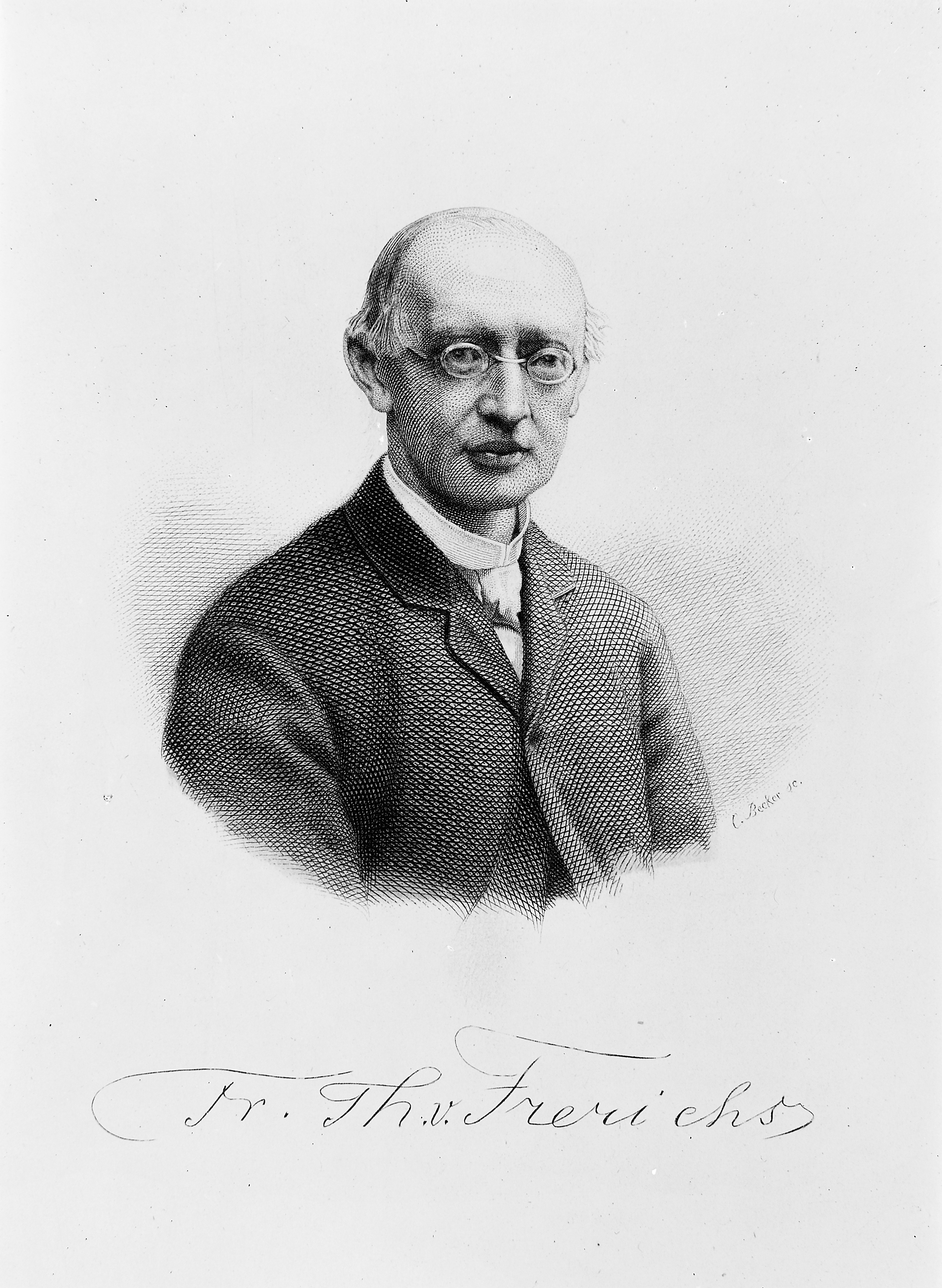
Friedrich Theodor von Frerichs, 1884

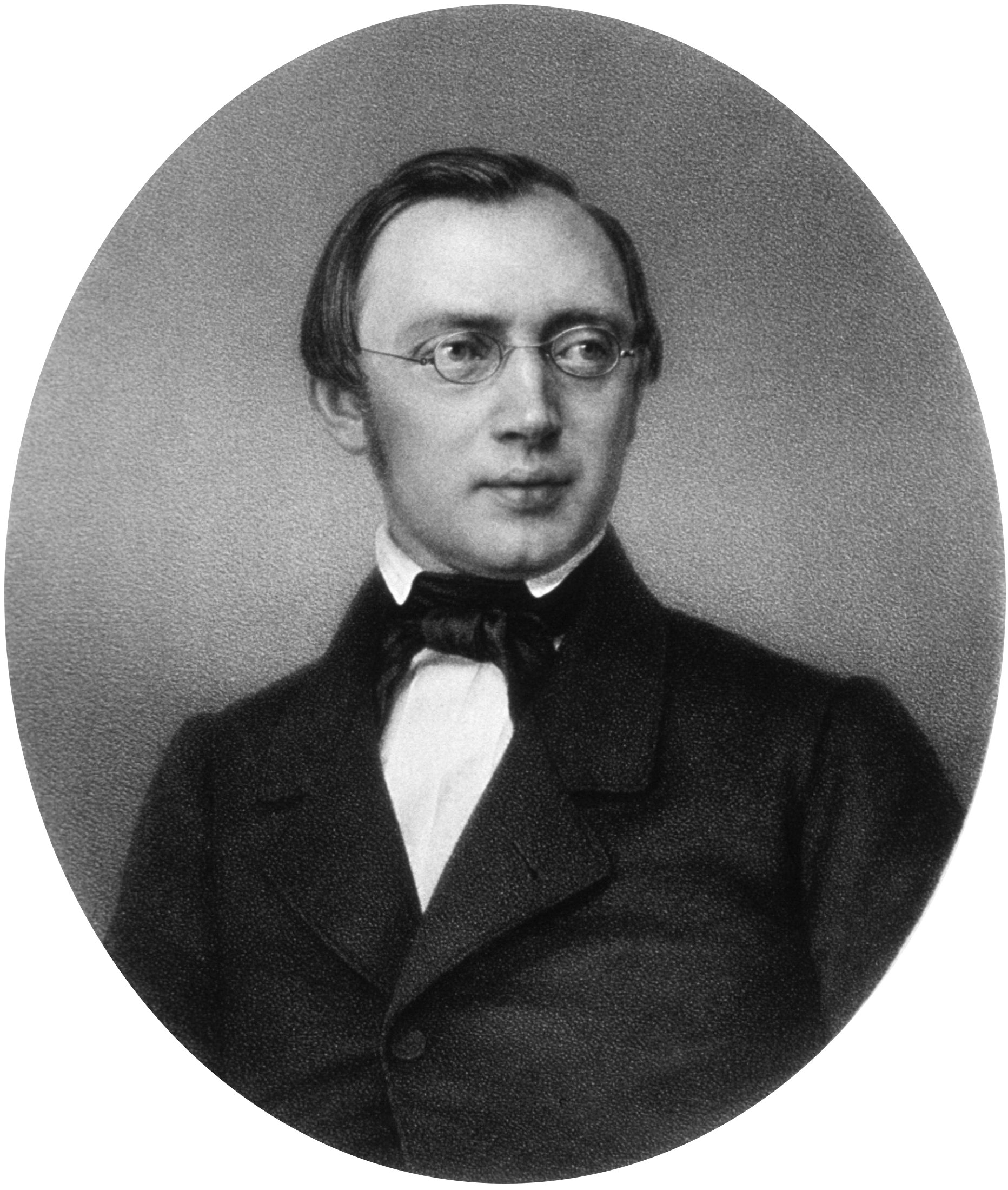
Friedrich Theodor Frerichs, 1859

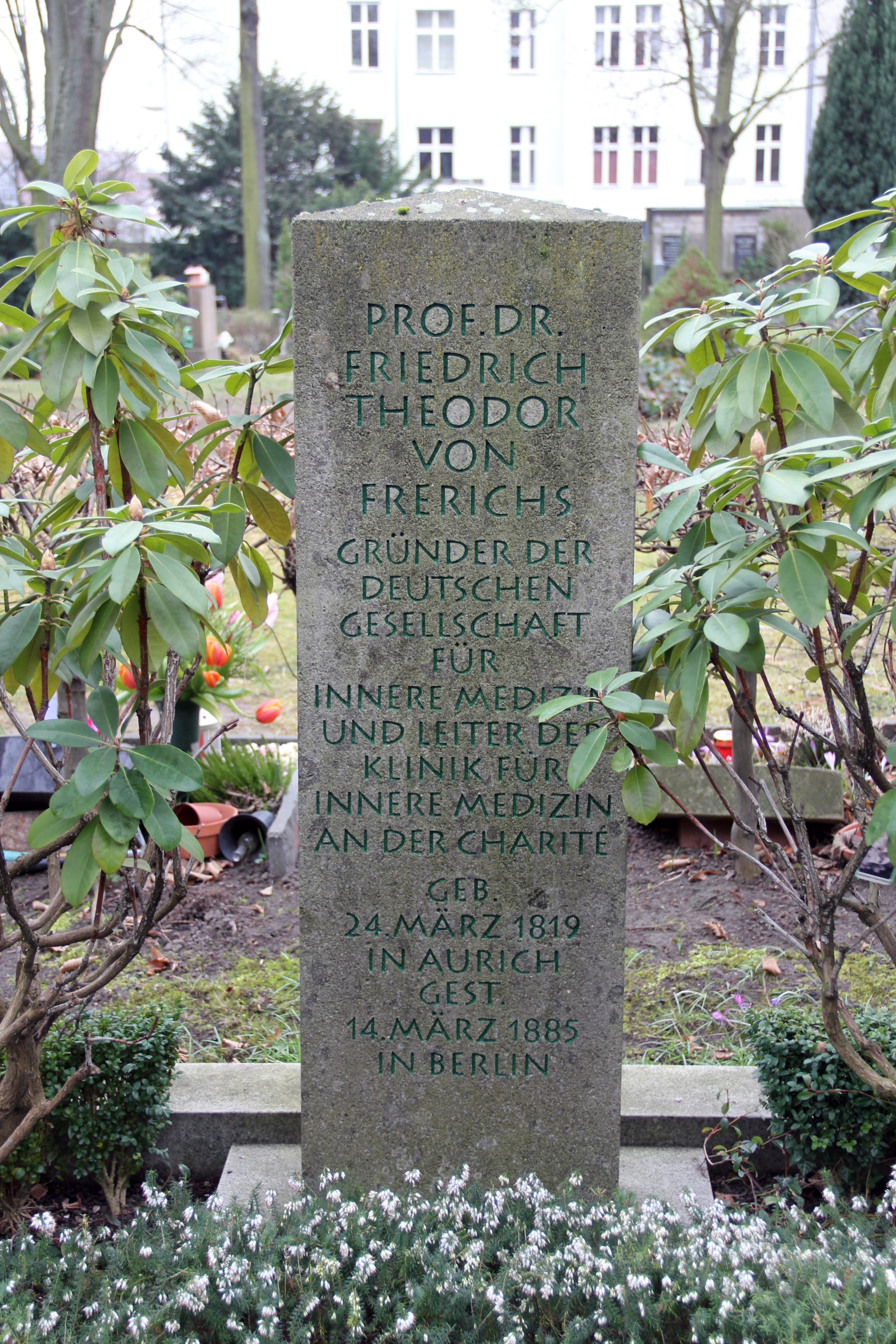
Grabstätte, Großgörschenstraße 12, in Berlin-Schöneberg

Friedrich Theodor Frerichs, seit 1884 von Frerichs (* 24. März 1819 in Aurich; † 14. März 1885 in Berlin) war ein deutscher Internist. Er gilt als Begründer der experimentellen klinischen Medizin.

## Leben und Werk
Friedrich Theodor Frerichs war Sohn des Gastwirts Frerich Jürgens Frerichs und Theda Frerichs (geborene Rhoden). Frerichs studierte Medizin an der Universität Göttingen von 1838 bis 1841, wie auch zuvor schon sein Bruder Jürgen (1834–1837). In dieser Zeit gehörte er der Kneipe Frisia, dem heutigen Corps Frisia an. Nach seiner Promotion (20. Februar 1841) arbeitete er vier Jahre als Augenarzt und Chirurg mit eigener Praxis in Aurich, kehrte aber 1846 nach Göttingen zurück, wo er sich habilitierte und mit physiologisch-chemischen Untersuchungen befasste. Seine erste Publikation kam unter dem Titel Untersuchungen über die Galle 1845 heraus. Er wurde 1848 außerordentlicher Professor an der Universität Göttingen. Seine Spezialgebiete waren hier vor allem physiologisch-chemische Untersuchungen, die medizinische Poliklinik und klinische Leichenöffnungen.
Im Jahr 1850 wurde er an die Universität Kiel berufen. Hier kam 1851 seine Publikation Die Bright’sche Nierenkrankheit und deren Behandlung heraus, die unter anderem die Vor- und Nachteile der damals neuaufgekommenden physiologischen Heilkunde zum Inhalt hat. Während der Schleswig-Holsteinischen Erhebung übernahm er als Militärarzt die Leitung der Lazarette in Rendsburg.
1852 wurde Frerichs an die Universität Breslau und schließlich 1859 als Nachfolger von Johann Lukas Schönlein an die Charité in Berlin berufen, wo er Direktor der Medizinischen Klinik wurde. Paul Ehrlich war dort von 1878 bis 1885 sein Assistent. Im Jahr 1853 wurde er zum Mitglied der Leopoldina gewählt. Parallel dazu betrieb er später in seinem Wohnhaus eine Praxis. 1882 gründete er als erster Vorsitzender die Deutsche Gesellschaft für Innere Medizin und eröffnete den ersten Internistenkongress in Wiesbaden. Er war von 1882 bis 1884 der 1. Vorsitzende. Ab 1862 war er gewähltes Mitglied der American Philosophical Society. Seine Nachfolger an der Charité wurden Ernst von Leyden als Leiter der I. Medizinischen Klinik und sein Schüler Carl Jakob Christian Adolf Gerhardt als Leiter der II. Medizinischen Klinik.
Schwerpunkte in Frerichs’ Forschungstätigkeit waren Stoffwechselvorgänge der Leber und Nieren, entsprechende Erkrankungen und deren Diagnostik. Bernhard Naunyn, einer seiner Schüler, beschrieb ihn als selbstbewusst und unerschütterlich. Frerichs wurde am 20. Februar 1884 in den preußischen Adelsstand erhoben. Er starb am 14. März 1885 an einem Schlaganfall, nach Angabe seines Assistenten Krönig an einer Überdosis Opium. Er wurde auf dem Alten St.-Matthäus-Kirchhof beigesetzt.
Nach ihm ist der von der Deutschen Gesellschaft für Innere Medizin verliehene Theodor-Frerichs-Preis benannt. Kardiologische Stationen in der Medizinischen Abteilung des Universitätsklinikums Freiburg tragen seinen Namen.
In seinem damaligen Wohnhaus befindet sich heute die Schweizerische Botschaft in Berlin. Er hatte es in den Jahren 1869 bis 1870 für sich und seine Familie bauen lassen.
Dostojewski beschrieb in Briefen an seine Frau den Besuch bei Frerichs:

„Der Fürst und einer seiner Bekannten … haben mich sehr beirrt: sie meinen, ich solle lieber nach Soden fahren und nicht nach Ems, denn Ems sei ein tiefes Tal in einer Schlucht, sehr feucht und regnerisch. Für mich aber ist feuchtes Wetter schädlicher als alles andere. Sie suchten mich zu überzeugen, in Berlin zu einem berühmten Doktor Frerichs zu gehen und ihn um seine Meinung zu bitten“

„Am nächsten Morgen war ich bei … Frerichs. Diese Leuchte der deutschen Wissenschaft wohnt in einem Palast (buchstäblich). Als ich auf meinen Aufruf wartete, fragte ich einen anderen Patienten, wieviel man Frerichs zahle und er antwortete mir, dies sei nicht festgelegt, aber er selbst werde 5 Taler geben. Ich beschloß, ihm drei zu geben. Mit jedem Patienten befaßt er sich drei, allenfalls fünf Minuten. Mich behielt er nicht länger als zwei Minuten da, berührte lediglich mit dem Stethoskop meine Brust. Danach sprach er nur ein einziges Wort: ‚Ems‘, setzte sich schweigend hin und schrieb zwei Zeilen auf einen Fetzen Papier. ‚Hier haben Sie die Adresse eines Arztes in Ems, sagen Sie, daß Sie von Frerichs kommen.‘ Ich legte drei Taler hin und ging. Der Weg hatte sich gelohnt.“

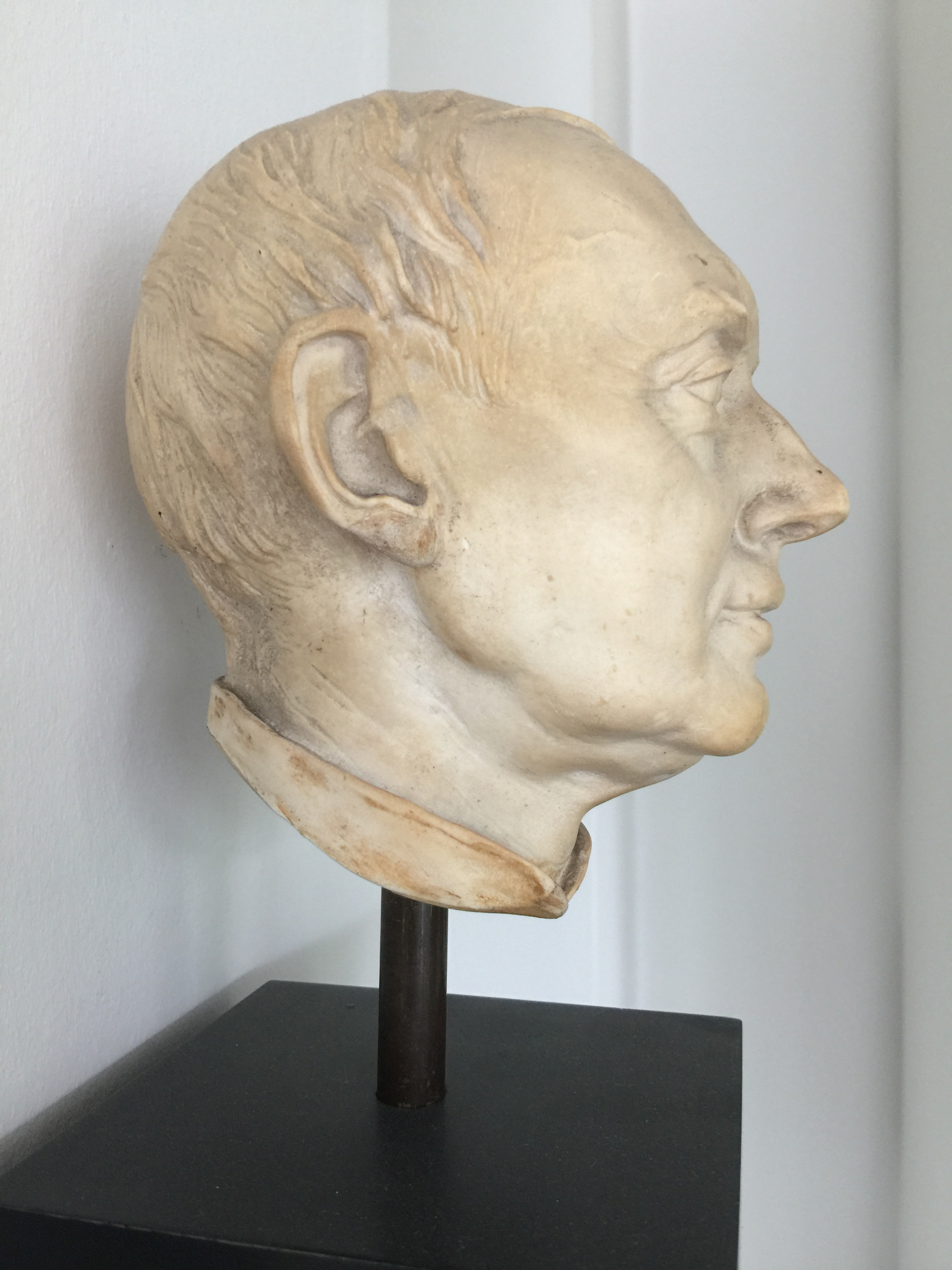
Büste Frerichs (DGIM-Bestand)

## Familie
Frerichs heiratete 1868 in Berlin die Pfarrerstochter Clara Offelsmeyer (1849–1926), eine Enkelin von Friedrich Wilhelm Offelsmeyer. Das Paar hatte mehrere Kinder:
- Theda Klara Lina (* 27. Juni 1870; † 2. Januar 1946) ⚭ Franz von Edelsheim (1868–1939), Rittmeister[19], Eltern von Maximilian von Edelsheim
- Clara Elisabeth Almuth Maria (1872–1873)
- Clara (Claire) Friderica Theodora[20](* 29. Januar 1874; † 1935) ⚭ 1901 Georges D'Abegg, russischer Diplomat[21], frühe Unterstützerin Adolf Hitlers[22]
- Wilhelm Friedrich Theodor (* 4. August 1876; † 1940), Dr. jur., kaiserlicher Diplomat, Legationsrat an der Vertretung der Reichsregierung in München ⚭ 1922 Marguerite Emilie Vischer (1884–1944), Geschiedene Respinger,[23]

## Schriften (Auswahl)
- De polyporum structura penitiori. Göttingen 1843.
- Untersuchungen über Galle in physiologischer und pathologischer Beziehung. Göttingen 1845.
- Commentatio de natura miasmalis palustris. Habilitationsschrift Göttingen 1845.
- Über Gallert- und Colloidgeschwülste. 1847.
- Über das Mass des Stoffwechsels, sowie über die Verwendung der Stickstoffhaltigen und stickstofffreien Nahrungsstoffe. In: Archiv für Anatomie, Physiologie und wissenschaftliche Medicin. Leipzig 1849.
- Ueber Hirnsklerose. In: Archiv für die gesammte Medicin. Band 10, (Jena) 1849, S. 334–350.
- Die Bright’sche Nierenkrankheit und deren Behandlung. Friedrich Vieweg und Sohn, Braunschweig 1851.
- Klinik der Leberkrankheiten. 2 Bände. Braunschweig 1858–1861.
- als Hrsg. mit Ernst von Leyden: Zeitschrift für klinische Medizin. Berlin 1880 ff.
- Ueber den Diabetes mellitus. Berlin 1884.